# 张国纪 (太康侯)
张国纪（？—1644年），字宪章，或作宪台。河南祥符县（今河南省开封市）人，明朝政治人物。

## 生平
明熹宗皇后张氏之父。天启元年（1621年），封太康伯。因张皇后为熹宗乳母客氏及魏忠贤所忌恨，张国纪遂遭诬陷。魏忠贤与客氏派刘志选、梁梦环以谋占宫婢韦氏、假传皇后懿旨贿狱为理由弹劾陷害张国纪。大学士李國𣚴为他辩护，免祸回乡。崇祯帝即位，张国纪被朝廷免罪。崇祯十一年（1638年），以捐资助饷进爵为太康侯。李自成攻克北京，被杀。

## 延伸阅读
[在维基数据编辑]
 《明史卷三百》，出自《明史》